# پاسکوواتس
پاسکوواتس (به صربی: Paskovac) یک منطقهٔ مسکونی در صربستان است که در لوزنیسا واقع شده‌است. پاسکوواتس ۶۸۷ نفر جمعیت دارد.